# Aguapanela
Aguapanela, agua de panela eller agüepanela, är en dryck som är vanlig i Sydamerika och i vissa delar av Centralamerika och Karibien. Den bokstavliga översättningen är "panelavatten", eftersom det är en infusion som är gjord med panela, som tillverkas av härdad sockerrörsjuice.
Det finns gott om receptvariationer i Sydamerika. Aquapanela är mest populär i Colombia och Brasilien, där den konsumeras som ett te och ett alternativ till kaffe. I Colombia dricks den vanligtvis med en gnutta citron, på liknande sätt som te. Drycken förekommer också i Ecuador, Chile och Peru med små variationer.